# Rotaria neptunia
Rotaria neptunia är en hjuldjursart som först beskrevs av Ehrenberg 1830.  Rotaria neptunia ingår i släktet Rotaria och familjen Philodinidae. Arten är reproducerande i Sverige. Inga underarter finns listade i Catalogue of Life.